# René Laforgue
René Joseph Laforgue (Thann, 5 novembre 1894 – Parigi, 6 marzo 1962) è stato uno psichiatra e psicoanalista francese.

## Biografia
Nato in Alsazia, dopo il richiamo militare al fronte nella prima guerra mondiale, riuscì a studiare medicina a Berlino e a Parigi dove si laureò con una tesi sull'affettività nella schizofrenia.
Fece il percorso formativo in psicoanalisi, con Eugénie Sokolnicka, allieva di Carl Gustav Jung che preferì formarsi con Sigmund Freud.
Nel 1923, Laforgue aprì il primo ambulatorio di consultazione psicoanalitica in Francia, presso il Centre hospitalier Sainte-Anne di Parigi. Nel 1925 fondò con altri la rivista "L'évolution psychiatrique".
Con René Allendy e Édouard Pichon, fondò il primo circolo freudiano francese, che poi nel 1926 divenne, con Marie Bonaparte, Eugénie Sokolnicka, Angelo Hesnard, Adrien Borel, Rudolph Loewenstein e Georges Parcheminey, la "Société psychanalytique de Paris" (SPP), di cui fu il primo presidente. L'anno successivo cominciò la stampa del bimestrale "Revue française de psychanalyse".
Fu in contatto epistolare con Freud, ed ebbe, tra gli allievi, Jean Bergeret, Françoise Dolto e Ménie Grégoire.
Dopo la seconda guerra mondiale, lo si accusò di aver tentato di collaborare con l'Institut Göring di Berlino, controllato dai nazisti, e i suoi colleghi della rivista, che avevano scelto l'esilio (Bonaparte) o la resistenza, e avevano continuato a esercitare in clandestinità (la SPP fu chiusa nel 1940) parteciparono alle accuse. Si poté difendere poiché aveva ospitato a La Roquebrussanne l'editore Bernard Steele e aveva facilitato la fuga di Olivier Freud (figlio di Sigmund), entrambi ebrei, fu quindi assolto in appello, ma non venne riabilitato.
Più tardi, partecipò alla rivista "Psyché. Revue internationale de psychanalyse et des sciences de l'homme" (1946-53), fondata da Maryse Choisy. Nel 1953, lasciò la SPP per la "Société française de psychanalyse", fondata da Daniel Lagache e Jacques Lacan. Quindi, nel 1956, si trasferì a Casablanca, senza lasciare del tutto Parigi, dove morì nel 1962.

## Opere
- La Psychanalyse et les névroses, Paris: Payot, 1924 (con René Allendy); Genève: Mont-Blanc, 1964
- L'Échec de Baudelaire. Étude psychanalytique sur la névrose de Charles Baudelaire, Paris: Denoël, 1931
- Les Processus d'Auto-punition Paris: Denoël et Steele, 1931 (con Angelo Hesnard)
- Misère de l'homme, Paris: Denoël, 1932
- Clinique psychanalytique. Conférences faites à l'institut de psychanalyse de Paris, Paris: Denoël, 1936; Genève: Mont-Blanc, 1963
- Relativité de la réalité. Réflexions sur les limites de la pensée et la genèse du besoin de causalité, Paris: Denoël, 1937; Genève: Mont-Blanc, 1963
- Psychopathologie de l'échec, Paris: Payot, 1941; Genève: Mont-Blanc, 1963; Paris: Guy Trédaniel, 1990
- Talleyrand (l'homme de la France). Essai psychanalytique sur la personnalité collective française, Genève: Mont-Blanc, 1947
- Essais sur la schizonoïa (articoli 1923-29), Genève: Mont-Blanc, 1965
- Au-delà du scientisme (articoli da "Psyché"), Genève: Mont-Blanc, 1965
- Réflexions psychanalytiques (altra raccolta di articoli), Genève: Mont-Blanc, 1965